# Iri-Hór
Iri-Hór (vagy II. Hór) az ókori Egyiptom predinasztikus korában, a 0. dinasztia időszakának második felében élő korai uralkodó. A második király, akit Umm el-Kaábban temettek el, így talán a második, aki már nem Nehenben, hanem Abdzsuban tartotta székhelyét.
Személyével kapcsolatban lényeges probléma, hogy szerehbe írt nevet nem találtak tőle. Az egész korszakban összesen két helyen, sírjában és egy Zavijet el-Arjan közelében lévő helyszínen tűnik fel a név. A sír közelében feltárt hosszúkás, amfóraszerű agyagedények oldalán általában semmilyen más felirat nincs. Toby Wilkinson szerint az Iri-Hór sírjának tartott B1 és B2 számú objektum valójában csak tárológödör volt I. Ka sírja mellett. Szerinte a névnek gondolt motívum nem is név, hanem csak kincstári pecsét vagy azonosító jel. A száj ábrájára ültetett sólyom rajza és alatta a három függőleges vonal jelentése sem zárja ki ezt: jrj-ḥr, azaz „Hór szájai”. Ez esetben a sólyom egyszerűen az uralkodó szinonimája. Néha a száj hiányzik, és egyszerűen csak a sólyom és a három vonal található meg. Kaplony Péter 1963-ban wr-r formában olvasta – tehát a madarat sólyom helyett fecske rajzaként értelmezte –, és magánember sírjának tartja.
A királyi jelleget a sír elhelyezkedése és tulajdonságai indokolják leginkább. A kettős négyzetes veremsír az U-j (I. Skorpió) és a B7-B9 (I. Ka) kettős sír között van, struktúrájában átmenetet képez Skorpió és Ka között. A további királyok (Narmer és Hór-Aha) sírjai logikus sorban követik egymást. Ezen álláspont képviselői szerint Ka idejében kezdődhetett meg a szereh ábrázolása, vagy nem sokkal Iri-Hórt megelőzően, és még nem rögzült eléggé ahhoz, hogy mindenki használja.
Sírját – illetve a néhányak által raktárgödörnek gondolt kettős építményt – 1925-ben Flinders Petrie tárta fel. Két darab, agyagtéglával bélelt veremből áll. A B-1 2,5×7 méteres (vagy 3,5×6 attól függően, hogy a rossz megtartású sír melyik részét gondolják eredetinek), a B-2 4,5×2,5 méter területű. A B1-ből rengeteg edénytöredék került elő, a B2-ben az edények mellett nyolc tintarajzos feliratot és egy magánpecsétet is találtak. Ugyanitt Ka és Narmer nevével ellátott cserépedény töredékek, egy ágy részei és elefántcsont tárgyak darabjai voltak.

## Források

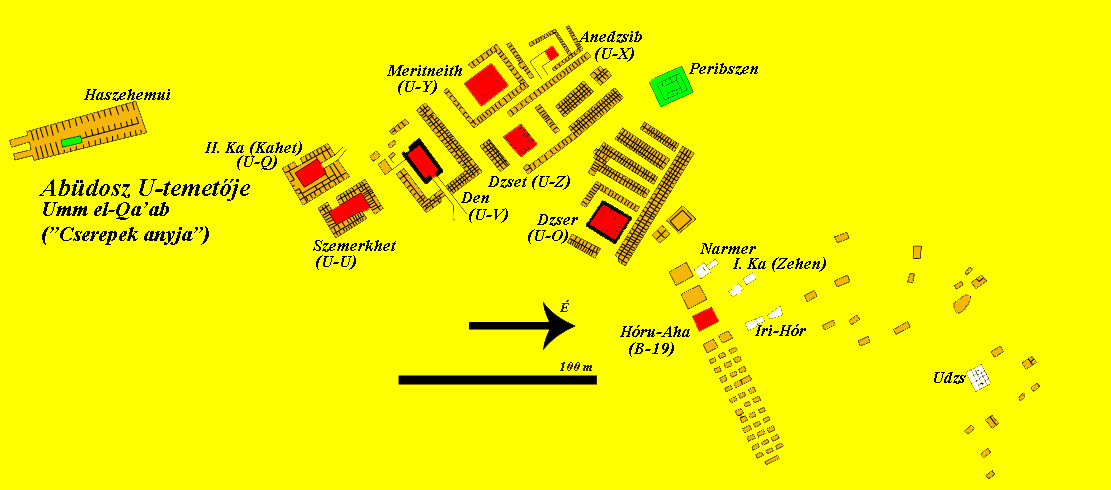
Az abüdoszi temető (Umm el-Kaáb) Iri-Hór sírjával

## Titulatúra
A fáraók titulatúrájának magyarázatát és történetét lásd az Ötelemű titulatúra szócikkben.
| G5 |

| G5 |

| D21 · Z2 |

| D21 · Z2 |

| D21 · Z2 |

| D21 · Z2 |

| G5 |

| G5 |

| D21 · Z2 |

| D21 · Z2 |

| D21 · Z2 |

| D21 · Z2 |

## Külső hivatkozások
- Dynasty 0
- King Iry-Hor
- Tomb of King Iry-Hor

| Előző uralkodó: I. Skorpió(?) | Egyiptom uralkodója i. e. 31. század 0. dinasztia | Következő uralkodó: I. Ka |